# The Chordettes
The Chordettes var en kvinnlig sångkvartett med inriktning på populärmusik. Gruppen bildades i Sheboygan, Wisconsin 1946. Deras mest välkända låtar är Mr. Sandman, som kom 1954, och Lollipop från 1958. Den senare blev 1967 en hit - även i Sverige - i en coverversion med den brittiska popgruppen Red Squares.

## Diskografi
Album
- Harmony Time (1951)
- Harmony Encores (1952)
- The Chordettes Sing Your Requests (1954)
- Close Harmony (1955)
- The Chordettes (1957)
- Listen (1957)
- Drifting and Dreaming (1959)[1]
- Never On Sunday (1962)

Singlar (på Billboard Hot 100)
- 1954 – "Mr. Sandman" / "I Don't Wanna See You Cryin'" (#1)
- 1956 – "The Wedding" / "I Don't Know, I Don't Care" (#91)
- 1956 – "Eddie My Love" / "Whistlin' Willie" (#14)
- 1956 – "Born To Be With You" / "Love Never Changes" (#5)
- 1956 – "Lay Down Your Arms" / "Teen Age Goodnight" (#16 / #45)
- 1957 – "Just Between You and Me" / "Soft Sands" (#8 / #73)
- 1958 – "Lollipop" / "Baby, Com-A Back-A" (#2)
- 1958 – "Zorro" / "Love Is A Two-Way Street" (#17)
- 1959 – "No Other Arms No Other Lips" / "We Should Be Together" (#27)
- 1961 – "Never On Sunday" / "Faraway Star" (#13 / #90)